# Ustawa warszawska
Ustawa warszawska – termin, którym określane są potocznie kolejne ustawy dotyczące ustroju m.st. Warszawy.

## Rok 2002
Obowiązująca – trzecia po 1989 – ustawa z dnia 15 marca 2002 r. o ustroju miasta stołecznego Warszawy (Dz.U. z 2018 r. poz. 1817) określa m.in.:
- ustrój Warszawy – Warszawa gminą mającą status miasta na prawach powiatu
- herb miasta
- liczbę radnych m.st. Warszawy
- zadania zlecone z zakresu administracji rządowej wynikające ze stołeczności Warszawy
- podział na dzielnice – jednostki pomocnicze, których utworzenie jest w Warszawie obowiązkowe, zakres ich działania oraz wysokość środków finansowych przeznaczonych na ich działalność
- obszar miasta (na dzień wejścia w życie ustawy).

### Zmiany
- Ustawa z dnia 19 lipca 2002 r. o zmianie ustawy o ustroju miasta stołecznego Warszawy. (Dz.U. z 2002 r. nr 127, poz. 1087)
- Ustawa z dnia 16 listopada 2006 r. o zmianie ustawy o ustroju miasta stołecznego Warszawy. (Dz.U. z 2006 r. nr 249, poz. 1826)
- Ustawa z dnia 7 grudnia 2006 r. o zmianie ustawy o podatkach i opłatach lokalnych oraz o zmianie niektórych innych ustaw. (Dz.U. z 2006 r. nr 249, poz. 1828)
- Ustawa z dnia 23 kwietnia 2009 r. o zmianie ustawy o ustroju miasta stołecznego Warszawy. (Dz.U. z 2009 r. nr 95, poz. 787)
- Ustawa z dnia 5 stycznia 2011 r. Przepisy wprowadzające ustawę – Kodeks wyborczy. (Dz.U. z 2011 r. nr 21, poz. 113)

## Rok 1994
Ustawa z dnia 25 marca 1994 r. o ustroju miasta stołecznego Warszawy. (Dz.U. z 1994 r. nr 48, poz. 195)

### Zmiany
- Ustawa z dnia 18 marca 1999 r. o zmianie ustawy o ustroju miasta stołecznego Warszawy. (Dz.U. z 1999 r. nr 92, poz. 1044)
- Ustawa z dnia 24 czerwca 1994 r. o przedłużeniu kadencji kolegiów odwoławczych przy sejmikach samorządowych oraz o zmianie ustawy o ustroju miasta stołecznego Warszawy. (Dz.U. z 1994 r. nr 86, poz. 396)

## Rok 1990
Ustawa z dnia 18 maja 1990 r. o ustroju samorządu miasta stołecznego Warszawy. (Dz.U. z 1990 r. nr 34, poz. 200)

## Projekt z 2017
W 2017 grupa posłów na Sejm VIII kadencji z Klubu Parlamentarnego Prawo i Sprawiedliwość wniosła projekt ustawy o ustroju m.st. Warszawy tworzącej metropolitalną jednostkę samorządu terytorialnego o nazwie m.st. Warszawa obejmującą miasto Warszawa oraz 33 okoliczne gminy. Projekt ustawy wzbudził kontrowersje w gminach, które miałyby wejść w skład nowej jednostki metropolitalnej, w tym w Warszawie, i stał się przyczyną zorganizowania referendów lokalnych w niektórych z nich.